# Орлов Петро Вікторович
Петро Вікторович Орлов (творчий псевдонім — Петро Рух; 1970, Євпаторія) — український письменник, поет, перекладач. Пише українською, російською, кримськотатарською та турецькою мовами.

## Біографічні відомості
Народився у 1970 році у Євпаторії. Почав писати вірші із семи років. Перший вірш опубліковано у «Євпаторійській здравниці», у редакцію вірш заніс дідусь поета. Пізніше друкувався в «Славі Севастополя», «Кримській світлиці», «Брегах Тавриди», російських літературних журналах «Край городов», «Южная звезда» тощо.
Пізніше переїхав жити у село Прохладне Бахчисарайського району, де переважна більшість населення — кримські татари. Там вивчив кримськотатарську мову, перекладав кримськотатарських поетів та почав цікавитися турецькою класикою.
Після окупації Криму, виїхав з півострова. У Києві заснував і очолив ТОВ «Східноєвропейське видавниче товариство імені Григорія Сковороди». 03.02.2015 звільнився з посади Президента ТОВ «Східноєвропейське видавниче товариство імені Григорія Сковороди» за власним бажанням у зв’язку з прийняттям рішення піти в лави ЗСУ для захисту суверенітету та територіальної цілісності України від агресії з боку Російської Федерації.  
З 04.02.2015 до 13.04.2016 брав участь у бойових діях на території Донецької області в лавах 1-ї окремої танкової Сіверської бригади ЗСУ розвідником розвідувальної роти.
Займається літературною, перекладацькою, викладацькою а також громадською діяльністю.
Дружина Петра Руха Олена теж пише вірші. Деякі з них видавалися в її авторських книжках, деякі — у спільних поетичних збірках подружжя.
З 2016 року був заступником координатора, а з 2021 року є координатором Шевченківської районної в місті Києві організації політичної партії «Рух Нових Сил Михайла Саакашвілі», членом якої став одночасно з її створенням 2016 року. У 2017-2018 роках був членом антикорупційної комісії громадської ради при Шевченківській районній в місті Києві державній адміністрації, 2018 року — членом Правління ГО «Рада небайдужих». Був кандидатом у народні депутати України, включеним до виборчого списку політичної партії «Рух Нових Сил Михайла Саакашвілі» на позачергових виборах народних депутатів України 21 липня 2019 року.
З 2021 року до повномасштабного вторгнення армії рашистів в Україну — голова Чернігівського відділення Офісу простих рішень та результатів Національної ради реформ при Президентові України, засновником якого був Михайло Саакашвілі.
З 24 лютого 2022 року воює з рашистами у складі ЗСУ.
Освіта:
- Середня школа: золота медаль
- Київський національний лінгвістичний університет (факультет сходознавства, денна форма навчання): філолог-сходознавець